# جاك كوريغان (محامي)
جاك كوريغان (بالإنجليزية: Jack Corrigan)‏ هو محامي أمريكي، ولد في 1956م.